# Русский паровоз
«Русский паровоз» — фильм немецкого режиссёра сербского происхождения Ненада Дьяпича по совместному сценарию Ненада Дьяпича, Горана Радовановича, Мартина Тео Кригера.

## Сюжет
Сотрудник Берлинского железнодорожного музея приезжает в Новгород — небольшой провинциальный город где-то между Ленинградом и Москвой, в котором, из-за разрухи в стране, на улицах нет даже освещения, и узнаёт о существовании раритетного паровоза (в фильме показан паровоз Л). Этот же самый паровоз пытается купить как металлолом один предприимчивый «бизнесмен» в исполнении Ролана Быкова. Однако, в судьбу паровоза вмешиваются дети и угоняют локомотив, спасая его.

## В ролях
- Ролан Быков — Джон Сильвер, «американский бизнесмен»
- Елена Санаева — мадам Шапшикина, его секретарь
- Михаил Глузский — Тимофей Андреевич, ветеран-машинист
- Маша Капицкая — Люся
- Артём Урвачев — Петя
- Денис Сердюков — Юра
- Александр Спорыхин — инженер Крюгер
- Алексей Демидов — Алексей
- Александр Шурыгин — Евгений Пивоваров, начальник депо

## Съёмочная группа
- Режиссёры: Ненад Дьяпич
- Сценарий: Ненад Дьяпич, Горан Радованович, Мартин Тео Кригер
- Операторы: Бурыкин, В., Мелкумян, Артём
- Монтаж: Петар Маркович
- Художник:
- Композитор: Игорь Цветков

## Дополнительно
В роли главного героя фильма снят паровоз Л-2098 - «Лебедянка» 1953 года выпуска, эта машина сохранилась на 2016 год. А вот паровозы ЭР 766-24 и ЭР 768-41, мелькавшие в фильме в сценах на базе запаса, уже не существуют. Полностью разрушено круглое локомотивное депо в Малой Вишере, ставшее местом съёмки начала фильма — в 2003 году предприятие переехало в  другое здание. Тепловоз ЧМЭ3 Т-7293, также участвовавший в фильме, на 2016 год работает на манёврах в депо Санкт-Петербург-Финляндский.
Герой Ролана Быкова назван в фильме Джоном Сильвером. Точно так же звали главного пирата из романа Р. Л. Стивенсона «Остров сокровищ».